# Trattati Torrijos-Carter

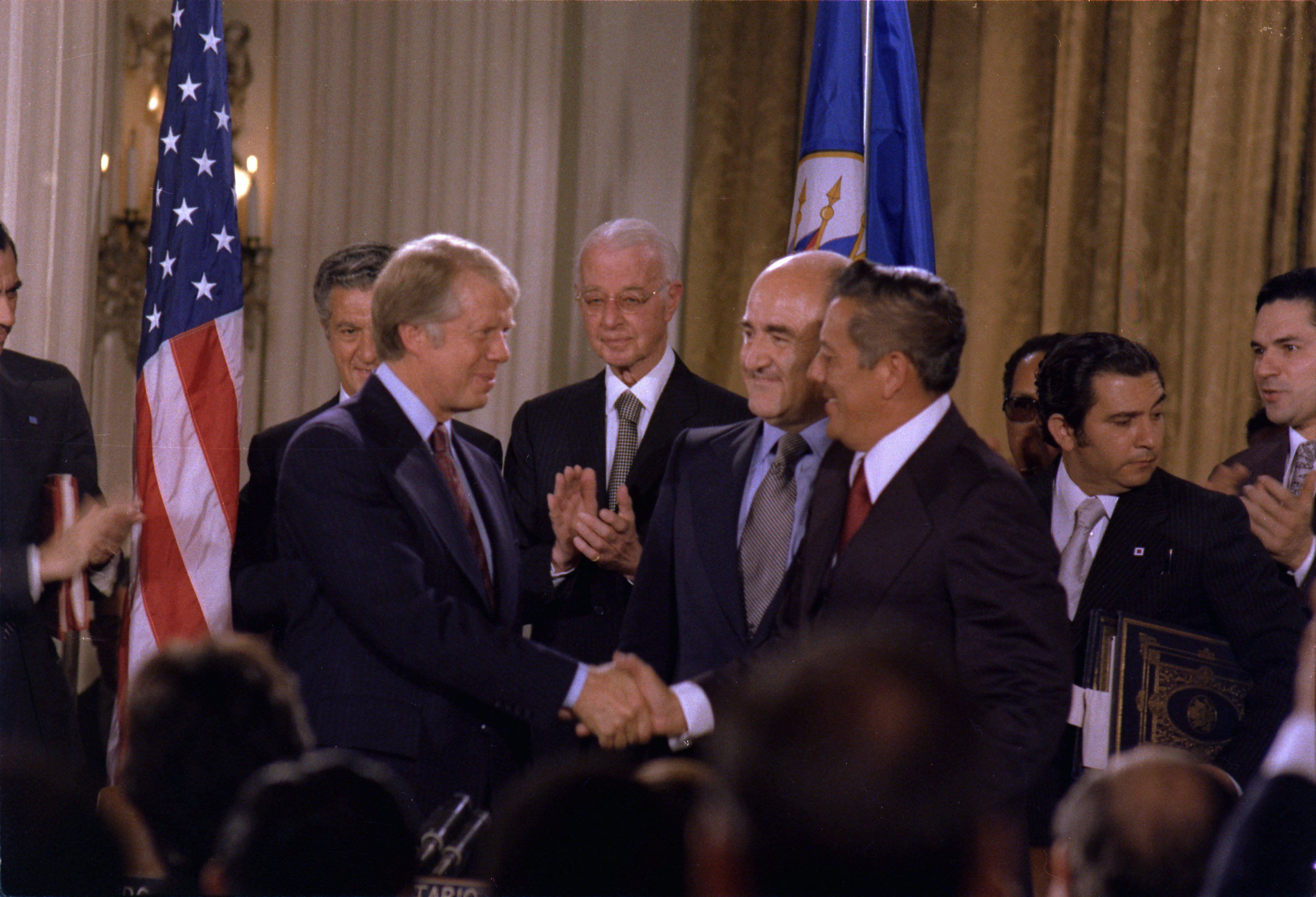
Jimmy Carter e Omar Torrijos si stringono la mano dopo aver firmato i Trattati Torrijos-Carter.

I trattati Torrijos-Carter (a cui a volte ci si riferisce al singolare come trattato Torrijos-Carter) sono due trattati firmati dagli Stati Uniti e Panama a Washington il 7 settembre 1977. I Trattati, abrogativi del precedente Trattato Hay-Bunau Varilla del 1903, garantivano che Panama avrebbe acquisito il controllo del Canale omonimo dopo il 1999, ponendo fine al controllo che gli Stati Uniti esercitavano sul Canale dal 1903. I Trattati sono così designati dal nome dei due firmatari, l'allora Presidente degli Stati Uniti Jimmy Carter e Omar Torrijos, leader de facto della giunta militare che aveva preso il potere a Panama nel golpe del 1968.
Il primo trattato è intitolato ufficialmente come The Treaty Concerning the Permanent Neutrality and Operation of the Panama Canal (in italiano, Trattato sulla permanente neutralità e operabilità del Canale di Panama) ed è comunemente noto come il Trattato di neutralità. In base a questo trattato, gli Stati Uniti hanno il diritto permanente di difendere il Canale da ogni minaccia che possa interferire con la sua accessibilità continuata e neutrale alle navi in transito di tutte le nazioni. Il secondo trattato è intitolato The Panama Canal Treaty (in italiano Trattato del Canale di Panama), e prevedeva che dalle 12:00 del 1º gennaio 2000, Panama avrebbe assunto il pieno controllo delle operazioni del canale e sarebbe divenuto principale responsabile della sua difesa.
Nel 1989 con l'operazione Just Cause, gli Stati Uniti deponevano il capo de facto di Panama Manuel Noriega, prendendo possesso del canale e mantenendone l'occupazione fino al 1999. Gli Stati Uniti hanno definitivamente restituito la gestione del canale in base al secondo accordo dei trattati nel 2000.

## Ratifica
Entrambi i trattati furono ratificati nel Panama con la maggioranze dei due terzi dei votanti nel plebiscito del 23 ottobre 1977.
Sebbene Panama non riuscì a produrre una ratificazione democratica, per permettere che i trattati fossero discussi pubblicamente e in risposta alle richieste degli oppositori negli Stati Uniti, le restrizioni sulla stampa e sui partiti politici furono alleggerite alcune settimane prima del voto. Nel giorno del voto, il 96 % degli aventi diritto andarono a votare (esprimendo la più alta percentuale di presenze registrata fino ad allora in una votazione nel Panama). Il trattato di neutralità fu oggetto di maggiore riserve tra i votanti, principalmente per la sinistra, e fu la ragione per cui i trattati non ottennero un maggiore consenso popolare.
Gli Stati Uniti ratificarono il primo trattato il 16 marzo 1978 e il secondo il 18 aprile.
I trattati furono motivo di contrasto negli Stati Uniti, particolarmente tra i conservatori. Strom Thurmond e Jesse Helms, in particolare, li interpretarono come una rinuncia a un assetto strategico americano verso ciò che loro consideravano un governo ostile. Nell'anno che precedette il trasferimento delle competenze sul canale, ci fu un tentativo nel Congresso degli Stati Uniti di dichiarare nulli i Trattati Carter-Torrijos. A dispetto del fatto che il ritiro delle truppe statunitensi è ormai completo, ci sono ancora organizzazioni (principalmente afferenti all'area dei conservatori, come la John Birch Society) che esortano gli Stati Uniti a dichiarare nullo il trattato a fronte del fatto che il testo in spagnolo è differente da quello in inglese. Il supporto alla Risoluzione n. 77 (che chiedeva la nullità dei trattati) fu parte della piattaforma politica del Partito Repubblicano del Texas nel 2000; fu cancellata da quella del 2004.

### Possibili azioni di sabotaggio
Secondo il The New York Times, il giorno dopo la ratifica del trattato da parte del Senato degli Stati Uniti, il Generale Torrijos dichiarò che il suo regime aveva pianificato di sabotare il Canale se fosse mancata la ratificazione. Nell'agosto del 1990, il Chicago Tribune riportò che l'Esercito degli Stati Uniti era in possesso di documenti che provavano l'esistenza del piano di sabotaggio. Torrijos aveva chiesto a Manuel Noriega di preparare tale piano; le note di Noriega scritte a mano furono trovate durante l'invasione statunitense del Panama nel 1989.
Queste indiscrezioni furono confermate nelle memorie di Noriega, America's Prisoner pubblicato nel 1997. Noriega riferisce che incursori panamensi erano riusciti a superare il cordone di sicurezza statunitense e che vissero come contadini e pescatori per due mesi all'interno della zona di sicurezza. Erano addestrati ad assaltare il Canale e la linea ferroviaria Panamá-Colón con esplosivi e lancia-razzi a un segnale convenuto di Torrijos, che sarebbe stato trasmesso in codice nel programma di un personaggio radiofonico molto popolare.
Nel suo libro, Noriega ripeté l'accusa, fatta dai critici alla politica estera degli Stati Uniti, che l'obiettivo principale dell'invasione del Panama fosse aggirare il trattato.

## Prospettiva storica
Ci sono stati tentativi panamensi di rinegoziare il Trattato Hay-Bunau Varilla quasi già subito dopo la sua firma, nel novembre del 1903. Tuttavia, l'attività per rinegoziare o abrogare il trattato aumentò considerevolmente dopo che gli eventi del 1964 causarono un profondo danneggiamento delle relazioni tra gli Stati Uniti e il Panama. Il 9 gennaio una folla ostile tentò di entrare nella Zona del Canale in protesta contro quello che venne percepito come un attacco della Polizia della Zona del Canale contro una dimostrazione studentesca. Le rivolte infatti iniziarono dopo che una bandiera panamense fu lacerata da soldati della Polizia durante una manifestazione studentesca che rivendicava il diritto di issare la bandiera panamense accanto a quella statunitense. Alcune unità dell'Esercito degli Stati Uniti vennero coinvolte nel tentativo di sedare la rivolta dopo che la Polizia era stata sopraffatta. Dopo tre giorni di combattimento, rimasero uccisi 22 panamensi e 4 soldati statunitensi. Il 9 gennaio è ricordato a Panama come il Giorno dei Martiri ed è stato dichiarato festa nazionale.
Il 10 gennaio il Panama interruppe le relazioni diplomatiche con gli Stati Uniti e il 15 gennaio, il Presidente della Repubblica Roberto Chiari dichiarò che Panama non avrebbe ristabilito relazioni diplomatiche con gli Stati Uniti finché questi ultimi non avessero acconsentito a negoziare un nuovo trattato. Il primo passo in tal senso venne compiuto il 13 aprile 1964 quando entrambi i Paesi acconsentirono all'immediato recupero delle relazioni diplomatiche e gli Stati Uniti acconsentirono ad adottare procedure per l'"eliminazione delle cause del conflitto tra i due Paesi". Poche settimane dopo, Robert B. Anderson, rappresentante speciale del Presidente Lyndon Johnson, volò a Panama per preparare la strada ai futuri negoziati.
I negoziati per i trattati iniziarono il 15 febbraio 1977 e si conclusero il 10 agosto dello stesso anno. Ellsworth Bunker e Sol Linowitz negoziarono per conto degli Stati Uniti, mentre Rómulo Escobar Betancourt guidò la delegazione panamense. Il Senatore Dennis DeConcini presentò al Senato degli Stati Uniti un emendamento sul Trattato del Canale di Panama che permise il raggiungimento del necessario consenso al trasferimento del controllo del Canale. Qualche giorno prima che fosse raggiunto l'accordo finale sul trattato, il Presidente Jimmy Carter aveva inviato un telegramma a tutti i membri del Congresso per informarli sullo status dei negoziati, e li invitava a non esprimere giudizi sul trattato finché non avessero avuto occasione di studiarlo. Il Senatore Strom Thurmond rispose all'appello del Presidente Carter dichiarando in un discorso quello stesso giorno: "Il canale è nostro, lo abbiamo comprato e abbiamo pagato per esso e dobbiamo tenercelo".
Il Trattato del Canale di Panama tracciò un calendario per il passaggio di proprietà del canale, e conseguentemente di terre ed edifici nell'area corrispondente. La prima immediata conseguenza del trattato fu che la Zona del Canale cessò di esistere come entità il 1º ottobre 1979. La fase finale del trattato fu completata il 31 dicembre 1999. In quella data, gli Stati Uniti rinunciarono al controllo del Canale di Panama e di tutte le aree che avevano costituito la Zona del Canale.
Come risultato dell'applicazione dei trattati, dal 2000 circa 1.500 km², compresivi di quasi 7.000 edifici tra strutture militari, magazzini, scuole e residenze private, sono stati trasferiti al Panama. Nel 1993, il governo panamense ha creato un'agenzia (Autoridad de la Región Interoceánica o "Autorità della regione interoceanica", a cui ci si riferisce con l'acronimo ARI) per amministrare e mantenere tali proprietà.

### Sui giornali
- The New York Times, 4 aprile 1964. U. S. and Panama Sign Agreement to Restore Ties, Tad Szulc.
- The New York Times, 20 aprile 1964. Andersen Goes to Panama as President's Special Envoy.
- The New York Times, 8 febbraio 1974. U.S. Agrees to Yield Sovereignty of Canal to Panama, David Binder.
- The New York Times, 9 agosto 1977, Canal Negotiators Said to Seek Accord by Tomorrow, Graham Hovey.
- The New York Times, 11 agosto 1977, U. S. and Panama Reach Accord to Transfer Canal by year 2000, Graham Hovey.
- The New York Times, 20 aprile 1978, U. S. Was Prepared to Defend the Canal.